# Патус-ді-Мінас (мікрорегіон)

Патус-ді-Мінас на карті штату Мінас-Жерайс

Патус-ді-Мінас (порт. Microrregião de Patos de Minas) — мікрорегіон у Бразилії, входить до штату Мінас-Жерайс. Складова частина мезорегіону Тріангулу-Мінейру-і-Алту-Паранаїба. Населення становить 260 445 осіб на 2007 рік. Займає площу 10 740,388 км². Густота населення — 24,5 ос./км².

## Склад мікрорегіону
До складу мікрорегіону включені такі муніципалітети:
1. Арапуа
2. Карму-ду-Паранаїба
3. Гімаранія
4. Лагоа-Формоза
5. Матутіна
6. Патус-ді-Мінас
7. Ріу-Паранаїба
8. Санта-Роза-да-Серра
9. Сан-Готарду
10. Тірус

| Бразилія | Це незавершена стаття з географії Бразилії. Ви можете допомогти проєкту, виправивши або дописавши її. |